# هيرمان أبيندروث
كان الألماني - هيرمان بول ماكسيميليان أبيندروث (29 مايو 1956 19 يناير 1883) قائد فرقة موسيقية.

## حياته
ولد أبيندروث في 19 يناير 1883، في فرانكفورت، نجل بائع كتب.   العديد من أفراد الأسرة الآخرين كانوا فنانين في تخصصات متنوعة.

## ألمانيا النازية
في عام 1934، استولى الحزب النازي على مجلس مدينة كولونيا، وتم إبعاد أبيندروث ذي العقلية الليبرالية على الفور من الوظيفة العامة واحتُجز. ومع ذلك، توسطت شخصيات أخرى من الوسط الفني، وتم إعادة توظيفه في الوظيفة العامة، لرئاسة قسم التعليم في غرفة موسيقى الرايخ النازية. بقبول هذه التهمة، تم انتقاد أبيندروث لتخليه عن أفكاره. ومع ذلك، انضم رسميًا إلى الحزب النازي في عام 1937. 
في عام 1934، تم تعيين هيرمان أبيندروث كابيلميستر لGewandhausorchester Leipzig، ليحل محل برونو والتر، الذي طردته السلطات النازية المنشأة حديثًا بسبب كونه يهوديًا. من 1934 إلى 1945 ، كان أبيندروث أيضًا أستاذاً لمعهد لايبزيغ التحضيري (1941-1945 لايبزيغ ميوخوخشول). في عامي 1943 و1944، شارك في مهرجان بايرويت التقليدي.  

## شرق ألمانيا
بعد الحرب العالمية الثانية، ألغت السلطات الشيوعية الجديدة في ساكسونيا جميع عقود Abendroth الخاصة بـ Leipzig، وبالتالي - مع ماضيه في الحزب النازي - لن ينجح في الحصول على منصب مستقر جديد في أي مكان آخر في ألمانيا أيضًا.  ثم ادعى أبيندروث أنه لم يحضر أي اجتماع سياسي، وأن ثروته ستتغير بعد ذلك في تورينجيا، التي عينت حكومتها أبيندروث مديراً للموسيقى في فايمار من 1945 إلى 1956. في عامي 1950 و1954، تم انتخاب Abendroth لمجلس الشعب في جمهورية ألمانيا الديمقراطية لفترة ولاية مدتها أربع سنوات تنتهي في عام 1954 كممثل للرابطة الثقافية في جمهورية ألمانيا الديمقراطية.

## الموت
توفي هيرمان أبيندروث بسكتة دماغية، خلال عملية جراحية، في ينا، في 29 مايو 1956. وبعد ذلك تم منح جنازة رسمية له. 

## روابط خارجية
- هيرمان أبيندروث على موقع IMDb (الإنجليزية)
- هيرمان أبيندروث على موقع مونزينجر (الألمانية)
- هيرمان أبيندروث على موقع ميوزك برينز (الإنجليزية)
- هيرمان أبيندروث على موقع أول ميوزيك (الإنجليزية)
- هيرمان أبيندروث على موقع ديسكوغز (الإنجليزية)